# Хотня (Брянська область)
Хотня (рос. Хотня) — присілок в Дятьковському районі Брянської області Російської Федерації.
Населення становить 4 особи. Входить до складу муніципального утворення Бытошське міське поселення.

## Історія
Від 2005 року входить до складу муніципального утворення Бытошське міське поселення.

## Населення
| 2010 | 2013 |
| ---- | ---- |
| 1    | ↗4   |